# Кнут Хоконссон
Кнут Хоконссон (ок. 1208—1261) — норвежский ярл, претендент на королевский престол в 1226-1227 годах.

## Биография
Единственный сын ярла Хокона Безумного (ок. 1170—1214) и шведской дворянки Кристины Николасдоттер. Его отец был командующим норвежского войска и регентом государства во время кратковременного правления короля Гутторма Сигурдссона (январь-август 1204). Правнук по материнской линии шведского короля Эрика IX Святого.
После смерти Хокона Безумного в 1214 году его вдова Кристина вместе с малолетним сыном Кнутом выехала в Швецию (Вестергётланд), где вторично вышла замуж за дворянина Эскиля Магнуссона.
В 1226 году после смерти Сигурда Риббунга Кнут Хоконссон был избран баглерами в качестве нового претендента на королевский престол. Вскоре баглеры потерпели окончательное поражение от королевской армии. В 1227 году Кнут Хоконссон отказался от претензий на престол и заключил мирный договор с норвежским королём Хоконом IV Хоконссоном. В том же году он женился на Ингрид (ум. 1232), второй дочери ярла Скуле Бордссона.
В 1239—1240 годах во время восстания своего тестя, ярла Скуле Бордссона, Кнут Хоконссон сохранил верность норвежскому королю Хокону IV, который впоследствии пожаловал ему титул ярла.
В дальнейшем Кнут Хоконссон сохранил за собой титул ярла, который формально делал его самым высокопоставленным человеком в государстве после короля и его сыновей.
В сентябре 1261 года Кнут Хоконссон нёс корону на торжественной церемонии коронации Магнуса VI Лагабете, младшего сына и преемника Хокона IV Старого. В том же году скончался и был похоронен в Бергенском соборе.